# Ordnance QF 15-pund fältkanon
Ordnance QF 15-pund fältkanon var en 76 mm fältkanon, i bruk i den brittiska armén från 1901.
Kanonmodellen, som är känd som Ehrhardtkanonen, utvecklades av Erhardtkoncernen i Düsseldorf i slutet av 1800-talet. Företaget kom senare att uppgå i Rheinmetall-Borsig men var vid den här tiden en mindre kanontillverkare som kämpade för sin överlevnad. En räddning blev beställningen från brittiska armén 1901, som då vari indraget i Boerkriget och behövde alla fältkanoner de kunde komma över sedan de visat sig att boertrupperna var utrustade med bättre och modernare fältartilleri än de brittiska truppernas BL 15-pund fältkanon. En brittiska beställningen ledde till fler beställningar på kanonen, bland annat inköptes en variant till Norge, som dock skiljde sig från den brittiska i flera avseenden. Även flera länder i Sydamerika köpte in kanonen.
Kalibern på 76 mm var täckt som en tillfällig lösning till britterna kunde hitta en bättre kanon. I takt med att modernare kanoner levererades överfördes kvarvarande Ehrhardtkanoner till territorialarméns fältbatterier. Vissa av dessa fanns ännu kvar hos vissa enheter i samband med att de kommenderades till Frankrike 1915. De ersattes dock redan 1916 när det fanns tillräckligt med Ordnance QF 18-pund fältkanon för att ersätta dem.